# Alfred Dompert
Alfred Dompert   (Stuttgart, 23 de desembre de 1914 - Stuttgart, 11 d'agost de 1991) va ser un atleta alemany, especialista en curses de mig fons, que va competir durant les dècades de 1930 i 1940.
El 1936 va prendre part en els Jocs Olímpics d'Estiu de Berlín, on va guanyar la medalla de bronze en els 3.000 metres obstacles del programa d'atletisme, rere els finlandesos Volmari Iso-Hollo i Kalle Tuominen. A nivell nacional guanyà tres campionats dels 3.000 metres obstacles, el 1937, 1947 i 1950.

## Millors marques
- 1.500 metres. 3' 55.4" (1941)
- 3.000 metres obstacles. 9' 07.2" (1936)[3]